# Hero Lupescu
Hero Lupescu (n. 17 iunie 1927, Roman, România – d. 4 octombrie 2007, București, România) a fost un regizor de operă român. 

## Familia
S-a născut în orașul Roman într-o familie evreiască. Tatăl său, Avram Wolfsohn, a fost un cunoscut cantor la Sinagoga Mare din București.

## Studii
Hero Lupescu a terminat cursurile Facultății de Regie din cadrul Institutului de Artă Teatrală „Anatoli Lunacearski” din Moscova (1951-1954). A susținut examenul de diplomă la Opera Română din Timișoara, cu spectacolul Evgheni Oneghin de Ceaikovski (1954).

## Cariera
A lucrat timp de 34 de ani la Opera Română din București și a realizat, de-a lungul carierei, numeroase spectacole. A debutat pe scena Operei Române din București în 1955, cu spectacolul "Boema", de Puccini, interpreți Valentina Crețoiu, Dinu Bădescu, Șerban Tassian etc. Ultima sa premieră la aceeași operă bucureșteană a fost tot "Boema", în 1993, însă a regizat spectacole și pe alte scene, inclusiv în străinătate - Opera din Sarajevo, din Ruse sau cea din Ankara. 
Pentru prima scenă lirică a țării a montat următoarele opere:
- "Tosca" de Puccini (1956)
- "Faust" de Gounod (1958)
- "Evgheni Oneghin" de Ceaikovski (1958)
- "Cavalleria rusticana" de Mascagni (1960)
- "Boris Godunov" de Musorgski (1961)
- "Logodnă la mânăstire" de Prokofiev (1963)
- "Motanul încălțat" de C. Trăilescu (1964)
- "Cosi fan tutte" de Mozart (1965)
- "Don Giovanni" de Mozart (1966)
- "Gianni Schicchi" de Puccini (1967)
- "Povestirile lui Hoffmann" de Offenbach (1968)
- "Mireasa vândută" de Smetana (1970)
- "Cneazul Igor" de Borodin (1971)
- "Albert Herring" de Britten (1973)
- "Bălcescu" de C. Trăilescu (1974)
- "Dreptul la dragoste" de T. Bratu (1975)
- "Luna" de Orff (1975)
- "Andrea Chénier" de Giordano (1976)
- "Bastien și Bastienne" de Mozart (1976)
- "Dragoste și jertfă" de C. Trăilescu (1977)
- "Conu Leonida față cu reacțiunea" de Matei Socor (1978)
- "Evgheni Oneghin" de Ceaikovski (1981)
- "Nunta lui Figaro" de Mozart (1984)
- "Povestirile lui Hoffmann" de Offenbach (1986)
- "Nabucco" de Verdi (1987)
- "Samson și Dalila" de Saint-Saëns(1992)
- "Ora spaniolă" de Ravel.

Printre cele mai cunoscute montări a rămas și Traviata "în blugi" la Teatrul Liric din Craiova. A montat spectacole la toate teatrele de operă din țară, fiind, de exemplu autorul spectacolului inaugural al Operei Române din Iași, "Tosca" (1956).
A fost un regizor cu o viziune modernă asupra spectacolului de operă, uneori chiar avangardistă, înfruntând riscul de a fi criticat sau controversat.
A fost profesor la clasa de operă a Conservatorului bucureștean, printre studenții săi numărându-se mulți dintre maeștrii de ieri și de azi ai scenei lirice bucureștene sau soliști de prestigiu ai teatrelor de operă din țară sau din străinătate. 
A regizat grandioase spectacole în aer liber, fie în țară, la ocazii festive, fie în străinătate, la deschiderea unor competiții sportive internaționale majore (Maroc, Spania), ca de exemplu: spectacolul de deschidere a Campionatului Mondial de Fotbal din Spania, în 1982, apoi spectacolul de deschiere al Jocurilor Mediteraneene (1983, Casablanca, Maroc), al Jocurilor Pan-africane (1985, Rabat, Maroc) și un spectacol festiv pe stadion în cinstea Regelui Hassan II al Marocului, în 1989.

## Distincții
- Ordinul Muncii clasa a III-a (31 decembrie 1962) „pentru activitate îndelungată artistică și organizatorică, pentru succesele remarcabile obținute în țară și peste hotare în popularizarea muzicii și dansului folcloric romînesc, precum și pentru contribuția adusă la realizarea înaltei calități artistice a spectacolului prezentat de Ansamblul folcloric «Rapsodia Romînă» în turneul întreprins în Statele Unite ale Americii în anul 1962”[2]
- Ordinul „Meritul Cultural” clasa a IV-a (12 septembrie 1968) „pentru merite deosebite în activitatea muzicală”[3]
- În 1983 regele Hassan al II-lea al Marocului i-a conferit distincția "Legiunea de Onoare".
- În 1984 președintele Comitetului Internațional Olimpic, Juan Antonio Samaranch, i-a acordat Premiul Olimpic „Colanul de Argint”, „pentru aportul artei în spectacolele sportive”.[4]
- În 2001 a fost decorat cu Ordinul Național „Serviciul Credincios” în grad de Cavaler.

## Decesul
Hero Lupescu a murit în ziua de 4 octombrie 2007, la Spitalul Universitar din București, în urma unei congestii cerebrale.
A beneficiat de gardă de onoare militară la catafalc. A fost înmormântat la cimitirul Filantropia din București.